# Trichopilia steinii
Trichopilia steinii är en orkidéart som beskrevs av Dodson. Trichopilia steinii ingår i släktet Trichopilia och familjen orkidéer. Inga underarter finns listade i Catalogue of Life.